# Dendoricella
Dendoricella is een geslacht van sponsdieren uit de klasse van de Demospongiae (gewone sponzen).

## Soorten
- Dendoricella abyssi (Topsent, 1904)
- Dendoricella flabelliformis (Hansen, 1885)
- Dendoricella obesichela Lundbeck, 1905
- Dendoricella rhopalum Lundbeck, 1905